# Ma'a Nonu
Dt.'a Allan Nonu (Wellington, Nova Zelanda, 21 de maig de 1982 ) és un jugador professional de rugbi neozelandès. Nonu juga en els Hurricanes del Super Rugbi i amb els All Blacks a nivell internacional. També juga amb els Wellington Lions en la ITM Cup. És un jugador versàtil que pot ocupar diferents posicions.

## Antecedents
Nonu és conegut pel seu pentinat, amb rastes rosses. És igualment conegut per la seva explosivitat i les seves poderoses curses ofensives que solen trencar les defenses rivals. L'entrenador dels All Blacks per a la Copa del Món de 2011, Graham Henry, el va descriure com "probablement el millor linebreaker d'aquest país". S'ha destacat de Nonu que té unes habilitats similars, com a atacant, comparables amb un altre centre neozelandès de fama reconeguda com Tana Umaga. Com Umaga, és un excepcional corredor de crash ball que sobresurt a l'hora de trencar la línia i crear espai per als companys. El 2005,Graham Henry va descriure a Nonu com un "jove Tana," subratllant la impressió que estava sent cuidat com a successor d'Umaga. Aquesta comparació ha estat confirmada en temps recents per Wayne Smith.

## Carrera

### Primers anys
Nonu va acudir a l'escola primària de Strathmore Park a Wellington, després al Rongotai College a Wellington. Pel que fa a clubs, va formar part de l'Oriental Rongotai. Posteriorment, va jugar al Wellington Secondary Schools entre 1999-2000 i els Wellington Under 19s en 2001. També va jugar rugbi league.

### Carrera professional i els All Blacks
Va fer el seu debut provincial per a Wellington l'any 2002 a la NPC i va debutar amb els Hurricanes en elSuper 12 de 2003. Posteriorment, es va passar al Sevens amb la selecció neozelandesa, però això no va evitar que debutés amb els All Blacks el 14 de juliol de 2003, en un partit contra Anglaterra. Nonu va ser seleccionat per a la Copa Mundial de Rugbi de 2003 i va jugar en la fase de grups contra Canadà, Itàlia i Tonga. Va marcar el seu primer assaig contra Canadà i va anar impressionant en atac, trencant la línia fàcilment; però no fou convocat per a la segona fase. Va tornar a la competició jugant per Wellington en el NPC de 2004, i va jugar com un substitut en els quatre partits dels All Blacks, invictes, en el tour de finalització d'any a Europa.
Nonu va jugar d'ala durant la major part del Super 12 de 2005, superant a Conrad Smith com a company de mig camp d'Umaga. Entre les seves participacions destaca un hat trick contra els campions del Super 12 de 2004, els Brumbies. Nonu va jugar en el segon test contra els British and Irish Lions el 2005  reemplaçant a Sitiveni Sivivatu en la posició d'ala. Nonu va ser promogut a capitania dels Wellington Lions a la NPC de 2005. Es va establir com un dels corredors de mig camp més perillosos. Fou seleccionat per al tour Grand Slam dels All Blacks de 2005, jugant els tests com a substitut contra Gal·les i Escòcia, i guanyant el seu tercer test contra Irlanda.
La seva participació al partit contra Argentina del 28 de setembre de 2013 va suposar un rècord 50 caps. En 2015 és seleccionat per formar part de la selecció neozelandesa que participa en la Copa Mundial de Rugbi de 2015. Nonu va anotar un assaig en la victòria del seu equip 47-9 sobre Tonga, en el que era la seva partit n.º 100 amb els All Blacks. Va formar part de l'equip que va guanyar la final de la Copa Mundial, a Austràlia 17-34,, Dt.’a Nonu va anotar el segon dels tres assajos del seu equip,col·laborant perquè Nova Zelanda entrés en la història del rugbi en ser la primera selecció que guanya el titulo de campió en dues edicions consecutives.
Acabada la Copa del Món de Rugbi de 2015, s'incorporaria a l'equip del Top14 del Toló.

### Palmarès i distincions notables
- Rugbi Championship: 2008, 2010, 2012, 2013 i 2014
- Copa del Món de Rugbi de 2011 i 2015